# 12526 de Coninck
12526 de Coninck eller 1998 HZ147 är en asteroid i huvudbältet som upptäcktes den 25 april 1998 av den belgiske astronomen Eric W. Elst vid La Silla-observatoriet. Den är uppkallad efter författaren Herman de Coninck.